# Nina Teicholz
Nina Teicholz née le 7 mai 1965 à Palo Alto, est une journaliste d'investigation américaine basée à New York. 